# مس رپید ترانزیت
مس رپید ترانزیت (انگلیسی: Mass Rapid Transit) شرکت دولتی ترابری مالزیایی است، که در سال ۲۰۱۱ تأسیس شد.